# Jezernica
Jezernica (sitak; lat. Eleocharis), kozmopolitski, rod vodenih trajnica iz porodice šiljovki. Pripada mu preko 290 vrsta, uglavnom u umjerenim regijama. 
U Hrvatskoj je na popisu 8 vrsta.

## Vrste
1. Eleocharis abnorma Y.D.Chen
2. Eleocharis acicularis (L.) Roem. & Schult.,  četverobridi sitak
3. Eleocharis acuta R.Br.
4. Eleocharis acutangula (Roxb.) Schult.
5. Eleocharis aestuum Hines ex A.Haines
6. Eleocharis albibracteata Nees & Meyen
7. Eleocharis albida Torr.
8. Eleocharis almensis D.A.Simpson
9. Eleocharis alveolata Svenson
10. Eleocharis alveolatoides M.S.González & Reznicek
11. Eleocharis amazonica C.B.Clarke
12. Eleocharis andamanensis Govind.
13. Eleocharis angolensis H.E.Hess
14. Eleocharis angusticeps J.R.Carter & P.D.Lowe
15. Eleocharis angustirostris R.Trevis. & Boldrini
16. Eleocharis angustispicula R.Trevis.
17. Eleocharis antunesii H.E.Hess
18. Eleocharis argentina Barros
19. Eleocharis argyrolepis Kierulff
20. Eleocharis arseniflora S.González, Tena & T.Alarcón
21. Eleocharis atacamensis Phil.
22. Eleocharis atricha R.Br.
23. Eleocharis atrobrunnea R.Trevis. & S.González
24. Eleocharis atropurpurea (Retz.) C.Presl
25. Eleocharis atrospiculata M.S.González & Reznicek
26. Eleocharis attenuata (Franch. & Sav.) Palla
27. Eleocharis austrotexana M.C.Johnst.
28. Eleocharis ayacuchensis M.S.González & Reznicek
29. Eleocharis bahamensis Boeckeler
30. Eleocharis bahiensis D.A.Simpson
31. Eleocharis baldwinii (Torr.) Chapm.
32. Eleocharis barrosii Svenson
33. Eleocharis bella (Piper) Svenson
34. Eleocharis bicolor Chapm.
35. Eleocharis bifida S.G.Sm.
36. Eleocharis blakeana L.A.S.Johnson & O.D.Evans
37. Eleocharis bolanderi A.Gray
38. Eleocharis boliviana Palla
39. Eleocharis bonariensis Nees
40. Eleocharis brachycarpa Svenson
41. Eleocharis brainii Svenson
42. Eleocharis brasiliensis Boeckeler
43. Eleocharis brassii S.T.Blake
44. Eleocharis braunii H.E.Hess
45. Eleocharis brevicollis Kern
46. Eleocharis brittonii Svenson ex Small
47. Eleocharis bulbosa Kukkonen
48. Eleocharis caduca (Delile) Schult.
49. Eleocharis caespitosissima Baker
50. Eleocharis callensii H.E.Hess
51. Eleocharis callosa Y.D.Chen
52. Eleocharis cancellata S.Watson
53. Eleocharis canindeyuensis Mereles & S.Gonzalez
54. Eleocharis capillacea Kunth
55. Eleocharis carniolica W.D.J.Koch, kranjski sitak
56. Eleocharis cellulosa Torr.
57. Eleocharis chamaegyne L.T.Eiten
58. Eleocharis columbiensis L.E.Mora
59. Eleocharis complanata Boeckeler
60. Eleocharis compressa Sull.
61. Eleocharis confervoides (Poir.) T.Koyama
62. Eleocharis congesta D.Don
63. Eleocharis contracta Maury ex Micheli
64. Eleocharis cordillerana S.González, Guagl. & Ruthsatz
65. Eleocharis crinalis (Griseb.) C.B.Clarke
66. Eleocharis crispovaginata Boeckeler
67. Eleocharis cryptica Saarela, P.M.Peterson, S.González & D.J.Rosen
68. Eleocharis cuatrecasasii S.González & P.M.Peterson
69. Eleocharis cubangensis H.E.Hess
70. Eleocharis cylindrica Buckley
71. Eleocharis cylindrostachys Boeckeler
72. Eleocharis debilis Kunth
73. Eleocharis decoriglumis Berhaut
74. Eleocharis decumbens C.B.Clarke
75. Eleocharis deightonii S.S.Hooper
76. Eleocharis densa Benth.
77. Eleocharis densicaespitosa R.Trevis. & Boldrini
78. Eleocharis diandra C.Wright
79. Eleocharis dietrichiana Boeckeler
80. Eleocharis difformis S.T.Blake
81. Eleocharis divaricata M.Keskin
82. Eleocharis dombeyana Kunth
83. Eleocharis dregeana Steud.
84. Eleocharis dulcis (Burm.f.) Trin. ex Hensch.
85. Eleocharis dunensis Kük.
86. Eleocharis eglerioides M.S.González & Reznicek
87. Eleocharis elegans (Kunth) Roem. & Schult.
88. Eleocharis elliptica Kunth
89. Eleocharis elongata Chapm.
90. Eleocharis emarginata (Nees) Klotzsch ex Boeckeler
91. Eleocharis endounifascis Hinchliff & Roalson
92. Eleocharis engelmannii Steud.
93. Eleocharis equisetoides (Elliott) Torr.
94. Eleocharis erhaiensis Y.D.Chen
95. Eleocharis erythropoda Steud.
96. Eleocharis fallax Weath.
97. Eleocharis fassettii S.González & P.M.Peterson
98. Eleocharis filiculmis Kunth
99. Eleocharis flavescens (Poir.) Urb.
100. Eleocharis fluctuans (L.T.Eiten) Roalson & Hinchliff
101. Eleocharis fuscopurpurea (Steud.) H.Pfeiff.
102. Eleocharis geniculata (L.) Roem. & Schult.
103. Eleocharis glabella Y.D.Chen
104. Eleocharis glauca Boeckeler
105. Eleocharis glaucovirens Boeckeler
106. Eleocharis gonzaleziae D.J.Rosen
107. Eleocharis gossweileri H.E.Hess
108. Eleocharis gracilis R.Br.
109. Eleocharis grandirostris (Lindm.) Mereles
110. Eleocharis grisea Kük.
111. Eleocharis grossimucronata Mereles
112. Eleocharis guaglianoniana J.P.R.Ferreira, Silv.Venturi & R.Trevis.
113. Eleocharis halophila (Fernald & Brackett) Fernald & Brackett ex Fernald
114. Eleocharis hatschbachii R.Trevis.
115. Eleocharis haumaniana Barros
116. Eleocharis hooperiana D.J.Rosen
117. Eleocharis ignota S.González & Reznicek
118. Eleocharis intermedia (Muhl.) Schult.
119. Eleocharis interstincta (Vahl) Roem. & Schult.
120. Eleocharis jacobsiana K.L.Wilson
121. Eleocharis jelskiana Boeckeler
122. Eleocharis kamtschatica (C.A.Mey.) Kom.
123. Eleocharis keigheryi K.L.Wilson
124. Eleocharis khandwaensis Mujaffar, Chandore & S.R.Yadav
125. Eleocharis kleinii Barros
126. Eleocharis knutei Pabón & Zavaro
127. Eleocharis konkanensis Chandore, Borude, Kambale & S.R.Yadav
128. Eleocharis koyamae Tremetsb. & D.A.Simpson
129. Eleocharis kuoi Y.D.Chen
130. Eleocharis kuroguwai Ohwi
131. Eleocharis laeviglumis R.Trevis. & Boldrini
132. Eleocharis lanceolata Fernald
133. Eleocharis lankana T.Koyama
134. Eleocharis lechleri Boeckeler
135. Eleocharis lepta C.B.Clarke
136. Eleocharis liesneri M.S.González & Reznicek
137. Eleocharis limosa (Schrad.) Schult.
138. Eleocharis liogieri T.Koyama
139. Eleocharis liouana Tang & F.T.Wang
140. Eleocharis loefgreniana Boeckeler
141. Eleocharis macbarronii K.L.Wilson
142. Eleocharis macrantha Boeckeler
143. Eleocharis macrostachya Britton
144. Eleocharis maculosa (M.Vahl) R.Br.
145. Eleocharis maidenii Kük.
146. Eleocharis mamillata (H.Lindb.) H.Lindb., austrijski sitak
147. Eleocharis margaritacea (Hultén) Miyabe & Kudô
148. Eleocharis marginulata Hochst. ex Steud.
149. Eleocharis maximoviczii Zinserl.
150. Eleocharis melanocarpa Torr.
151. Eleocharis melanocephala É.Desv.
152. Eleocharis melanomphala C.B.Clarke
153. Eleocharis melanostachys (d´Urv.) C.B.Clarke
154. Eleocharis mendocina Phil.
155. Eleocharis microcarpa Torr.
156. Eleocharis microlepis (Griseb.) D.A.Simpson
157. Eleocharis migoana Ohwi & T.Koyama
158. Eleocharis minarum Boeckeler
159. Eleocharis minima Kunth
160. Eleocharis minuta Boeckeler
161. Eleocharis minutiflora Boeckeler
162. Eleocharis minutissima Britton
163. Eleocharis mitracarpa Steud.
164. Eleocharis monantha Nelmes
165. Eleocharis montana (Kunth) Roem. & Schult.
166. Eleocharis montevidensis Kunth
167. Eleocharis moorei M.T.Strong & M.S.González
168. Eleocharis moraosejoana S.González, C.Ulloa & P.M.Peterson
169. Eleocharis morroi D.A.Simpson
170. Eleocharis multicaulis (Sm.) Desv.
171. Eleocharis mutata (L.) Roem. & Schult.
172. Eleocharis nana Kunth
173. Eleocharis naumanniana Boeckeler
174. Eleocharis neesii R.Trevis. & Boldrini
175. Eleocharis neglecta Borude, Chandore, Gholave & S.R.Yadav
176. Eleocharis neozelandica C.B.Clarke ex Kirk.
177. Eleocharis niederleinii Boeckeler
178. Eleocharis nigrescens (Nees) Steud.
179. Eleocharis nitida Fernald
180. Eleocharis nubigena C.B.Clarke
181. Eleocharis nuda C.B.Clarke
182. Eleocharis nudipes (Kunth) Palla
183. Eleocharis nupeensis Hutch.
184. Eleocharis obicis L.A.S.Johnson & O.D.Evans
185. Eleocharis obpyriformis D.A.Simpson
186. Eleocharis obtusa (Willd.) Schult.
187. Eleocharis obtusetrigona (Lindl. & Nees) Steud.
188. Eleocharis occidentalis Mereles
189. Eleocharis occulta S.G.Sm.
190. Eleocharis ochrostachys Steud.
191. Eleocharis oligantha C.B.Clarke
192. Eleocharis olivacea Torr.
193. Eleocharis olivaceonux D.A.Simpson
194. Eleocharis onthitensis H.E.Hess
195. Eleocharis ovata (Roth) Roem. & Schult., jajoliki sitak
196. Eleocharis oxylepis (Meinsh.) B.Fedtsch.
197. Eleocharis pachycarpa É.Desv.
198. Eleocharis pachystyla (C.Wright) Clarke
199. Eleocharis pallens S.T.Blake
200. Eleocharis palustris (L.) Roem. & Schult., močvarni sitak
201. Eleocharis papillosa Latz
202. Eleocharis paradoxa Y.D.Chen
203. Eleocharis parishii Britton
204. Eleocharis parodii Barros
205. Eleocharis parvinux Ohwi
206. Eleocharis parvispicula R.Trevis. & Boldrini
207. Eleocharis parvula (Roem. & Schult.) Link ex Bluff, Nees & Schauer,  patuljasti sitak
208. Eleocharis pauciglumis R.Trevis. & D.J.Rosen
209. Eleocharis pedrovianae C.S.Nunes, R.Trevis. & A.Gil
210. Eleocharis pellucida J.Presl & C.Presl
211. Eleocharis penchaoi Y.D.Chen
212. Eleocharis philippinensis Svenson
213. Eleocharis plana S.T.Blake
214. Eleocharis platypus C.B.Clarke
215. Eleocharis plicarhachis (Griseb.) Svenson
216. Eleocharis pseudoalbibracteata S.González & Guagl.
217. Eleocharis pseudobulbosa T.Lima, A.Gil & R.Trevis.
218. Eleocharis pseudofistulosa H.E.Hess
219. Eleocharis punctulata Boeckeler ex Duss
220. Eleocharis pusilla R.Br.
221. Eleocharis qinghaiensis Y.D.Chen
222. Eleocharis quadrangulata (Michx.) R.Br.
223. Eleocharis quinqueflora (Hartmann) O.Schwarz, peterocvjetni sitak
224. Eleocharis rabenii Boeckeler
225. Eleocharis radicans (Poir.) Kunth
226. Eleocharis ramboana R.Trevis. & Boldrini
227. Eleocharis ranganathensis Viji, G.C.Tucker, Deepu & Pandur.
228. Eleocharis retroflexa (Poir.) Urb.
229. Eleocharis reverchonii Svenson
230. Eleocharis reznicekii S.González, D.J.Rosen, R.Carter & P.M.Peterson
231. Eleocharis riograndensis R.Trevis. & Boldrini
232. Eleocharis rivalis K.L.Wilson
233. Eleocharis robbinsii Oakes
234. Eleocharis robusta (Boeckeler) Hess
235. Eleocharis rojasiana Mereles
236. Eleocharis rostellata (Torr.) Torr.
237. Eleocharis rugosa D.A.Simpson
238. Eleocharis rzedowskii M.S.González
239. Eleocharis sanguinolenta K.L.Wilson
240. Eleocharis schaffneri Boeckeler
241. Eleocharis schenckii Boeckeler
242. Eleocharis schlechteri C.B.Clarke
243. Eleocharis sellowiana Kunth
244. Eleocharis setifolia (A.Rich.) J.Raynal
245. Eleocharis setulosa P.C.Li
246. Eleocharis sphacelata R.Br.
247. Eleocharis spiralis (Rottb.) R.Br.
248. Eleocharis spongostyla H.E.Hess
249. Eleocharis squamigera Svenson
250. Eleocharis starczenkoae A.E.Kozhevn.
251. Eleocharis steinbachii D.J.Rosen
252. Eleocharis stenocarpa Svenson
253. Eleocharis steyermarkii M.S.González & Reznicek
254. Eleocharis subarticulata (Nees) Boeckeler
255. Eleocharis subcancellata C.B.Clarke
256. Eleocharis subfoliata C.B.Clarke
257. Eleocharis suksdorfiana Beauverd
258. Eleocharis sundaica Kern
259. Eleocharis svensoniana M.S.González
260. Eleocharis tenarum S.González & M.González
261. Eleocharis tenuiculmis D.J.Rosen
262. Eleocharis tenuis (Willd.) Schult.
263. Eleocharis tetraquetra Nees ex Wight
264. Eleocharis tiarata Gómez-Laur.
265. Eleocharis torticulmis S.G.Sm.
266. Eleocharis tortilis (Link) Roem. & Schult.
267. Eleocharis tricostata Torr.
268. Eleocharis trilateralis Tang & F.T.Wang
269. Eleocharis trilophus C.B.Clarke
270. Eleocharis triquetra K.L.Wilson
271. Eleocharis tuberculosa (Michx.) Roem. & Schult.
272. Eleocharis tucumanensis Barros
273. Eleocharis tuvinica Bubnova
274. Eleocharis uniflora Seberg
275. Eleocharis uniglumis (Link) Schult., jednopljevični sitak
276. Eleocharis urbanii Boeckeler
277. Eleocharis urceolata (Liebm.) Svenson
278. Eleocharis urceolatoides R.Trevis. & Boldrini
279. Eleocharis ussuriensis Zinserl.
280. Eleocharis usterii Palla
281. Eleocharis valleculosa Ohwi
282. Eleocharis variegata (Poir.) C.Presl
283. Eleocharis venezuelensis M.S.González & Reznicek
284. Eleocharis viridans Kük.
285. Eleocharis vivipara Link
286. Eleocharis vulgaris (Walters) Á.Löve & D.Löve
287. Eleocharis wadoodii S.R.Yadav, Lekhak & Chandore
288. Eleocharis welwitschii Nelmes
289. Eleocharis wichurae Boeckeler
290. Eleocharis widgrenii Boeckeler
291. Eleocharis wilkensii Schuyler
292. Eleocharis wolfii (A.Gray) A.Gray ex Britton
293. Eleocharis yecorensis Roalson
294. Eleocharis yokoscensis (Franch. & Sav.) Tang & F.T.Wang
295. Eleocharis yunnanensis Svenson
296. Eleocharis zatei Wad.Khan & Lakshmin.
297. Eleocharis ×choseiensis Yashiro
298. Eleocharis ×inaequilatera D.J.Rosen & C.S.Reid
299. Eleocharis ×macounii Fernald
300. Eleocharis ×myogiensis Yashiro
301. Eleocharis ×naritaensis Yashiro
302. Eleocharis ×subangulata T.Koyama
303. Eleocharis ×yezoensis Hara

## Vanjske poveznice
|  | Zajednički poslužitelj ima još gradiva o temi Eleocharis |
|  | Wikivrste imaju podatke o taksonu Eleocharis             |